# Cabalus lafresnayanus
Il rallo di Lafresnaye, rallo della Nuova Caledonia o rallo di New Caledonia  (Cabalus lafresnayanus (J. Verreaux e Des Murs, 1860)) è un uccello della famiglia dei Rallidi originario della Nuova Caledonia.

## Descrizione
Misura circa 46 cm di lunghezza. Ha un lungo becco ricurvo, coda piuttosto corta, ali quasi atrofizzate, sebbene non quanto quelle del rallo di Lord Howe (Hypotaenidia sylvestris), e un piumaggio lanuginoso.
La sommità del capo è di colore grigio scuro, ma sulla parte posteriore del collo il piumaggio assume una tonalità cioccolato, mentre la regione facciale è marrone scuro. Sulla regione sopracciliare vi è una striscia di colore marrone più chiaro. Le guance e la gola sono grigio chiaro, le copritrici auricolari marrone. Il dorso è di un grigio-brunastro sbiadito, con toni oliva nella regione delle spalle e bruno-nerastri sulla groppa. Le regioni inferiori sono di colore grigio scuro. I fianchi e le copritrici del sottoala sono color cioccolato.
Gli esemplari giovani possiedono una macchia marrone-arancio sulla gola e differiscono dagli adulti per avere il dorso e i lati del collo quasi neri, le regioni inferiori nerastre e la gola e la testa grigio chiaro.

## Distribuzione e habitat
In passato la specie viveva nelle foreste pluviali lungo le coste occidentali e orientali della Nuova Caledonia, ma è probabile che ora si sia rifugiata nella regione montuosa centrale dell'isola, impervia e accidentata.

## Biologia
Le uniche notizie che abbiamo riguardo alle abitudini del rallo di Lafresnaye sono quelle tramandateci dal naturalista inglese Edgar Leopold Layard e da suo figlio nel 1882, i quali, pur non avendolo mai osservato in natura, ebbero modo di vederne un esemplare in cattività; essi scrissero:
Molto probabilmente, quando era più diffuso, il rallo di Lafresnaye occupava le stesse foreste del kagu (Rhynochetos jubatus). Layard sosteneva che in natura si cibasse prevalentemente di insetti.

## Conservazione
Il rallo di Lafresnaye è noto unicamente a partire da appena 17 esemplari, tutti catturati tra il 1860 e il 1890. Da allora, questa specie sfuggente è stata avvistata solamente negli anni '60 (nei pressi del monte Panié, nel nord dell'isola) e nel 1984 (alle sorgenti del fiume Blanche, nel sud dell'isola). Nel 2004, nel corso di una spedizione scientifica, degli studiosi intervistarono alcuni cacciatori, i quali sostennero di aver avvistato più volte l'uccello, prima degli anni '80, sulle pendici occidentali del monte Panié. In seguito, però, neanche loro sono più riusciti a osservarlo. Gli studiosi, tuttavia, ritengono che la specie si sia ritirata più in alto, sulle montagne, dove i predatori introdotti dall'uomo (gatti, ratti e maiali) non sono presenti.